# Saint-Nazaire-de-Dorchester
| Saint-Nazaire-de-Dorchester              |                       |
| St-Nazaire-de-Dorchester-4e-Rang-Sud.jpg |                       |
| Coordenadas: 46º33'N, 70º40'W            |                       |
| Província                                | Quebec                |
| Região administrativa                    | Chaudière-Appalaches  |
| Incorporado em                           | 9 de março de 1906    |
| Prefeito                                 | Claude Lachance       |
| Código postal                            | 19015                 |
|                                          |                       |
| Área                                     |                       |
| - Cidade                                 | 51,43 km², 20,5 mi²   |
| Fuso horário                             | UTC -5                |
| População (2006)                         |                       |
| - Cidade                                 | 407                   |
| - Densidade                              | 8 hab/km², 20 hab/mi² |

Saint-Nazaire-de-Dorchester é uma municipalidade canadense do conselho municipal regional de Bellechasse, Quebec, localizada na região administrativa de Chaudière-Appalaches. Em sua área de pouco mais de 51 km2, habitam cerca de 400 pessoas.